# سيفيرينو مينيلي
سيفيرينو مينيلي (6 سبتمبر 1909 – 23 سبتمبر 1994) لاعب كرة قدم سويسري راحل كان يجيد اللعب في خط الدفاع.
لعب طوال مسيرته الرياضية في أندية سيرفيت (1929-1930) غراسهوبر زيوريخ (1930-1943) زيورخ (1943-1946).
مثل منتخب سويسرا في 80 مباراة (1930-1943). شارك مع منتخب سويسرا في بطولة كأس العالم 1934 في إيطاليا حيث خرج من الدور الربع النهائي وبطولة كأس العالم 1938 في فرنسا حيث خرج من الدور الربع النهائي.
تولى تدريب أندية زيوريخ (1943-1946) منتخب سويسرا (1949-1950).

## وصلات خارجية
- سيفيرينو مينيلي على موقع الاتحاد الدولي (مؤرشف)  (الإنجليزية)
- سيفيرينو مينيلي على موقع قاعدة بيانات كرة القدم.إي يو (الإنجليزية)
- سيفيرينو مينيلي على موقع ناشيونال فوتبول تيمز (الإنجليزية)
- سيفيرينو مينيلي على موقع عالم كرة القدم.نت (الإنجليزية)

- هذا سيرة ذاتية